# Ценокарпий

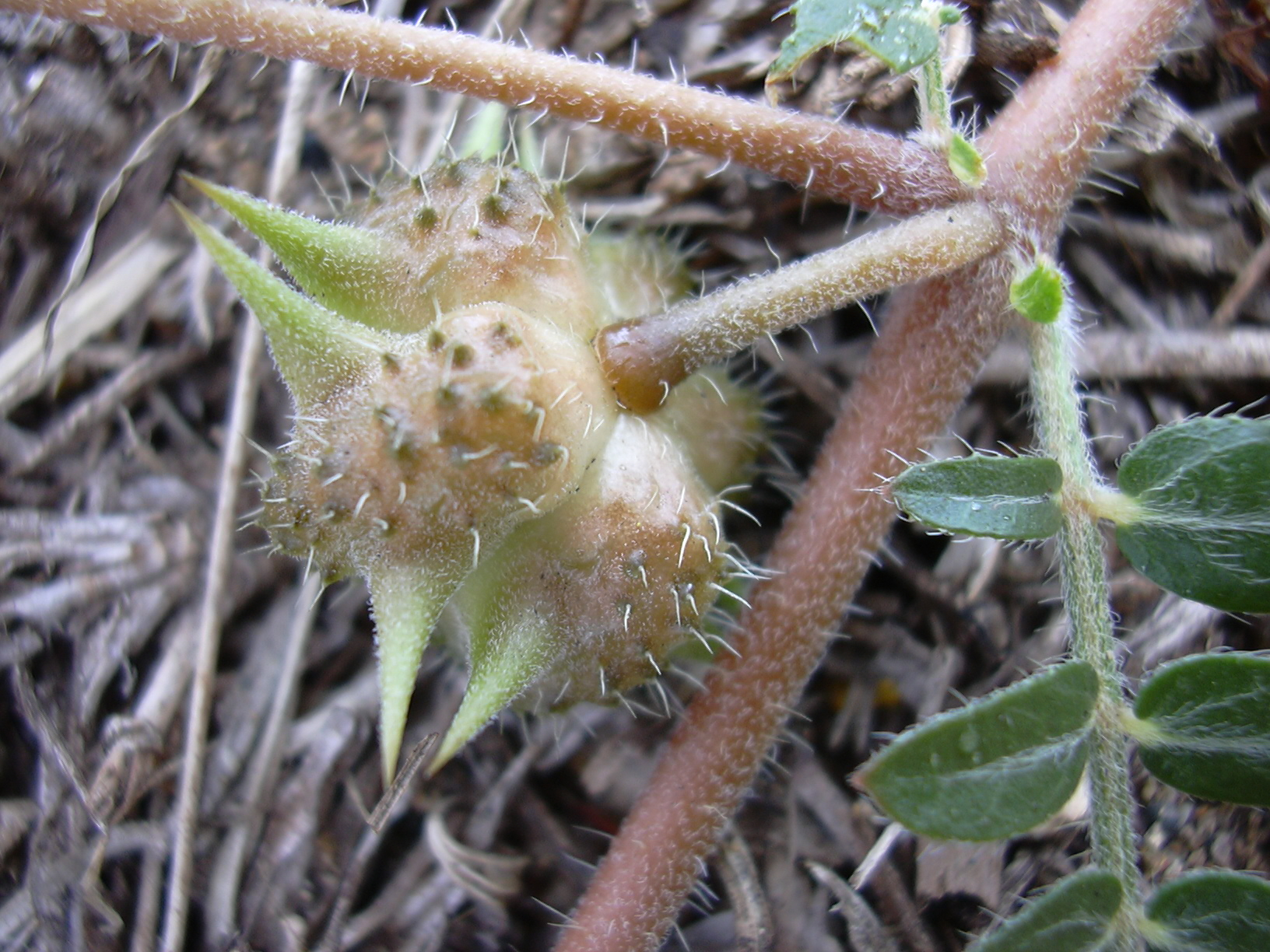
Плод якорца — распадающийся ценокарпий

Ценокарпий (лат. coenocarpium, фактически от греческого «ϰοινός» — общий и «καρπός» — плод) — плод, образованный несколькими сросшимися плодолистиками. Это самая многочисленная группа плодов. Возникают из цветков с одной как с верхней, так и с нижней завязью. Полость плода разделена на несколько частей.
Ценокарпии делятся на многосемянные и односемянные, сухие и сочные, вскрывающиеся и распадающиеся. Части распадающегося ценокарпия называют мерикарпиями.
К сухим ценокарпиям относятся коробочки (многосеменной плод с сухим вскрывающимся перикарпием), стручки (многие растения семейства крестоцветных), членистые стручки (например, плоды дикой редьки), вислоплодники (дробные ценокарпии, например, у зонтичных), ценобии (сухой дробный ценокарпий) и калачики (дробные ценокарпии, например, у семейства мальвовых). К сочным — яблоко, тыквина, гесперидий (например, плоды цитрусовых) и другие.